# Montefano
Montefano ist eine italienische Gemeinde (comune) mit 3312 Einwohnern (Stand 31. Dezember 2023) in der Provinz Macerata in den Marken. Die Gemeinde liegt etwa 13 Kilometer nördlich von Macerata und grenzt unmittelbar an die Provinz Ancona. Die nördliche Gemeindegrenze bildet der Fiumicello, die südliche der Monocchia.

## Geschichte
Die antike Siedlung an der Stelle Montefanos entstand durch die Zerstörung der picenischen Stadt Veragra und der Vertreibung ihrer Einwohner. Im 6. Jahrhundert nach Christus wurde Montefano erneut, diesmal durch die Goten zerstört.

## Verkehr
Durch die Gemeinde führt die frühere Strada Statale 361 Septempedana (heute eine Provinzstraße) von Camerano-Aspio nach Nocera Umbra.